# Bactericid
Un bactericid este o substanță care omoară bacteriile, care ori poate distruge membrana celulară a bacteriei, ori poate avea o acțiune de perturbare a proceselor de sinteză a bacteriei.
O acțiune bactericidă au de regulă antibioticele și substanțele dezinfectante. Trebuie făcută o diferențiere de substanțele bacteriostatice care împiedică numai înmulțirea bacteriilor fără a le distruge. În general o substanță bactericidă trebuie să anihileze un procent 99 % din bacterii în timp de 4 ore. Printre bacteriile foarte rezistente, se pot aminti formele sporulate (antrax) și bacilul tuberculozei.
Exemple de bactericide: alcoolul, formolul, clorul, precum și unele substanțe oxidante ca: apa oxigenată, permanganatul de potasiu.